# 서윤제
서윤제(徐允濟, 1908년 ~ 1969년)는 한국의 독립운동가이다. 독립운동가 백포 서일의 아들이기도 하다.

## 생애
함경북도 경원군에서 독립운동가 서일의 아들로 출생했다. 부친의 뒤를 따라 대종교에 입교한 뒤 전교사업에 힘썼다. 독립운동가 안희제와 발해농장 등으로 독립운동을 벌이다 피체되었다. 1944년 1월 2일에 목단강 경무청 액하 감옥에서 복역 중 석방된 후에 대종교 전교 활동하다가 광복을 맞이했고, 1969년 중국에서 사망했다.

## 사후
- 이후 공적을 인정받지못하다가 1993년 건국포장에 추서되었다.
- 유해는 중국 흑룡강성 해림시에서 2007년에 국립서울현충원에 이장되었다.